# Stenotarsus madurensis
Stenotarsus madurensis is een keversoort uit de familie van de zwamkevers (Endomychidae). De wetenschappelijke naam van de soort werd in 1925 gepubliceerd door Gilbert John Arrow.